# Vĩnh Thanh (Đồng Nai)
Vĩnh Thanh is een xã in het district Nhơn Trạch. Het ligt in de Vietnamese provincie Đồng Nai. Vĩnh Thanh ligt vlak bij de provinciegrens met Ho Chi Minhstad.